# NGC 5766
NGC 5766 (również PGC 53186) – galaktyka spiralna z poprzeczką (SBbc), znajdująca się w gwiazdozbiorze Wagi. Odkrył ją Ormond Stone 8 lipca 1885 roku.